# Spašavanje podataka
Spašavanje podataka je postupak oporavljanja podataka sa oštećenih, enkriptovanih ili na drugi način nedostupnih sekundarnih medija za skladištenje podataka. Spašavanje podataka se najčešće vrši sa hard diskova, solid stejt diskova (SSD), USB fleš diskova, RAID sistema, traka, CD, DVD i ostalih medija u slučajevima kada je podatke nemoguće pročitati na matičnom sistemu ili na drugom računaru.
Spašavanje podataka ne treba mešati sa digitalnom arheologijom jer je u postupku spasavanja podataka dobijeni rezultat potrebno samo verifikovati, a ne dalje analizirati ili razumeti. Termin se često vezuje za kompjutersku forenziku kada se metode spašavanja podataka primenjuju u cilju dobijanja digitalnih dokaza. Kompjuterska forenzika takođe zahteva specijalističko znanje jer je često neophodno podatke dekriptovati ili dešifovati.
U najvećem broju slučajeva podaci postaju nedostupni usled problema na operativnom sistemu računara. Proces spasavanja podataka u ovom slučaju se ostvaruje kopiranjem podataka na drugi medij. 
Podaci mogu postati nedostupni i usled logičkog problema na particiji ili fajl sistemu (logički kvarovi). Slučajevi logičkih kvarova su takođe česti, ali svakako teži. Spašavanje podataka se u ovom slučaju izvodi na različite načine koji imaju za cilj formiranje privremenog stanja u kome se rekonstruiše celokupno drvo (stablo) fajl sistema sa svim podacima koji su bili zapisani na mediju.
Postoje slučajevi kada je potrebno spasiti obrisane podatke. Obrisani podaci se najčešće i dalje nalaze na mediju, ali su obrisani iz drveta (stabla) fajl sistema. U slučaju da su podaci bili obrisani, a medij aktivno korišcen nakon toga - u zavisnosti od velicine, vrste i mesta ili organizacije fajl sistema - određene fajlove je nemoguće spasiti u celini.
Spašavanje podataka se vrši i sa mehanički neispravnih hard disk uređaja (mehanički kvarovi). Slučajevi mehaničkih kvarova zahtevaju iskustvo, veštinu i veliku preciznost, jer se pomoću posebnih alata u uslovima relativno čistog postora vrši zamena određenih komponenti mehaničkog sklopa. Ovakve operacije uključuju korekcije na firmveru diska.
Najteži slučajevi spašavanja podataka su vezani za gubitak podataka na velikim sistemima koji uključuju više zasebih medija. Najčešce su to serverski ili enterprajz hard diskovi, vezani u niz (RAID). Podaci su u ovim slučajevima postali nedostupni usled prirodne katastrofe ili ljudske greške i nemara. Spašavanje podataka sa RAID sistema je najkomplikovanija operacija, jer ovakvi slučajevi zahtevaju specijalističko znanje iz raznih oblasti.
Spašavanje podataka sa USB i solid stejt diskova (SSD) zasniva se na formiranju posebnog softverskog algoritma koji se dalje primenjuje na prethodno formirane slike zasebnih čipova.

## Spašavanje podataka sa hard diska
Proces spašavanja podataka sa hard diska otpočinje kloniranjem diska sa koga je potrebno spasiti podatke, tzv. pacijent diska. Kloniranje predstavlja proces kopiranja potpunog sadržaja jednog hard diska, svakog njegovog sektora, na drugi hard disk koji se naziva klon disk. Kada je kloniranje završeno, klon disk se analizira i pristupa se spašavanju podataka podataka sa njega. Spašeni podaci se snimaju na novi hard disk koji se naziva data disk. Ovakav proces spašavanja podataka je najsigurniji zato što podrazumeva da se svakom sektoru neispravnog hard diska pristupa samo jednom. Takođe, na ovaj način podaci na pacijent disku ostaju u istom obliku u kome su bili pre intervencije. 
Problemi na hard disku se mogu podeliti na fizičke i logičke. Logički problemi podrazumevaju situacije kada je svim sektorima na hard disku moguće pristupiti bez ikakvih problema. Ukoliko na hard disku postoji neki od problema koji onemogućava pristup podacima, potrebno je najpre hard disk osposobiti za rad kako bi kloniranje bilo moguće. Od fizičkih problema na hard disku mogu biti:
- Neispravna elektronika (PCB)
- Neispravne glave
- Zaglavljen motor
- Oštećenje ploča (loši sektori)

Za hard disk koji ima problem, važno je ne pokušavati bilo šta što bi moglo dodatno narušiti njegovo funkcionisanje. Za svaki ozbiljniji kvar hard diska, svi nestručni pokušaji popravke mogu dodatno umanjiti mogućnost spašavanja podataka. Preporučljivo je da se na neispravnom hard disku nipošto ne koriste raznorazni softveri za dijagnostiku, hdd regenerator ili drugi koji svojim radom mogu nepovratno oštetiti ploče a samim tim i podatke koji su na disku.

## Spašavanje podataka sa SSD-a (Solid State Drive)
U procesu proizvodnje SSD-ova koriste se memorije od svega nekoliko proizvođača, pa razliku među modelima prave samo kontroleri i načini njihovog programiranja. Usled nesavršenosti memorija, kontroler upravlja memorijama „u letu“ i zadužen je, između ostalog, za operacije čitanja, pisanja, ECC (korekcije grešaka), wear leveling (nivelisanje trošenja memorijskih lokacija), enkripciju...
Pored svih prednosti koje SSD ima on, nažalost, nije imun na kvarove. Struktura podataka kod ovih uređaja vrlo često komplikovanija nego kod većine RAID sistema. Proizvođači na specifičan način programiraju kontrolere kako bi kod svojih SSD-ova dobili što bolje performanse, pa se algoritmi, po kojima su podaci smešteni na memorijske čipove, čuvaju kao komercijalne tajne. Upravo iz ovog razloga kontroleri predstavljaju izvor najvećih problema kod spašavanja podataka sa ovih uređaja.
Spašavanje podataka sa SSD-a predstavlja jedan od najvećih izazova u poslu spašavanja podataka. Kako bi se pristup podacima bio moguć, potrebno je najpre skinuti memorijske čipove sa štampane ploče SSD-a i pročitati njihov sadržaj pomoću NAND čitača. Nakon toga, neophodno je po specifičnom algoritmu složiti sadržaje više memorijskih čipova i emulirati rad kontrolera kako bi se sadržaj čipova „video“ na ispravan način. Ovaj sadržaj čipova se zatim analizira i pristupa se samom izvlačenju podataka. 

## Spoljašnje veze
- Spašavanje podataka na veb-sajtu  (језик: енглески)